# Люцко Ігор Сергійович
Ігор Сергійович Люцко (6 квітня 1962 — 5 вересня 2024) – білоруський шахіст, гросмейстер (2004).

## Шахова кар'єра
Починаючи з 1993 року кілька разів брав участь у фіналі чемпіонату Білорусі, найбільшого успіху досягнувши 2001 року в Мінську, де разом з В'ячеславом Дидишком поділив 2-ге місце (позаду Сергія Азарова). Того ж року взяв участь у зональному турнірі (відбіркового циклу чемпіонату світу), який відбувся в Миколаєві. У 1997 та 1998 роках посів перші місця у двох турнірах за швейцарською системою, які відбулись у Воронежі. На перетині 2001 і 2002 років поділив 2-ге місце (позаду Андрія Жигалка, разом зі Спартаком Височиним і Томашем Лікавським на турнірі Краковія в Кракові. 2002 року переміг (разом з Віталієм Тєтєрєвим) в Орлі. У 2003 році поділив 2-ге місце (позаду Олексія Корнєва, разом із, зокрема, Станіславом Войцеховським, Євгеном Глейзеровим і Євгеном Шапошниковим) у Калузі і посів 1-ше місце в Орлі. 2006 року переміг (разом з Віталієм Тєтєрєвим) у Клайпеді. 2008 року поділив 2-ге місце в Мінську (позаду Дмитра Андрєйкіна, разом із, зокрема, Микитою Майоровим і Олексієм Федоровим).
Найвищий рейтинг Ело в кар'єрі мав станом на 1 січня 2005 року, досягнувши 2527 очок займав тоді 9-те місце серед білоруських шахістів.

## Зміни рейтингу
| На цьому місці має відображатися графік чи діаграма, однак з технічних причин його відображення наразі вимкнено. Будь ласка, не видаляйте код, який викликає це повідомлення. Розробники вже працюють для того, щоби відновити штатне функціонування цього графіка або діаграми. | |
| | На цьому місці має відображатися графік чи діаграма, однак з технічних причин його відображення наразі вимкнено. Будь ласка, не видаляйте код, який викликає це повідомлення. Розробники вже працюють для того, щоби відновити штатне функціонування цього графіка або діаграми. |